# Ochranovský sbor při Českobratrské církvi evangelické v Tanvaldě
Farní sbor Českobratrské církve evangelické v Tanvaldě-Smržovce je sborem Českobratrské církve evangelické v Tanvaldě-Smržovce. Sbor spadá pod Ochranovský seniorát.
Sbor administruje farář Ondřej Halama. Ve sboru jmenována správní komise, předsedou je Ondřej Halama, místopředsedou Vlastislav Fejkl.

## Faráři sboru
- Rudolf Borski (1963–2005)